# Ivan Ramón Folch II.
Ivan Ramón Folch II. (katalonski: Joan Ramon Folc II de Cardona; španjolski: Juan Ramón Folch II de Cardona) (Arbeca, 1400. – Arbeca, 1471.) bio je grof Cardone i vikont Villamura u srednjem vijeku.

## Biografija
Ivan je rođen 1400. godine kao sin grofa Ivana Ramóna I. i njegove supruge, Ivane od Gandije, čiji su roditelji bili Don Alfons Aragonski i njegova supruga, gospa Violanta.
Njegov je mlađi brat bio plemić Hugo.
1414. Ivan je oženio svoju rođakinju, Ivanu I. od Pradesa, kćer Don Petra, čiji je otac bio Don Ivan Aragonski.
Ovo su djeca Ivana i njegove žene:
- Timbor
- Violeta
- Margarita
- Ivana
- Ivan Ramón Folch III.

Ivan II. je naslijedio svojeg oca 1441./1442. na mjestu grofa i vikonta te je pružio potporu kralju Ivanu II. Aragonskome.
Umro je 1471. godine.